# Lew Trocki
Lew Dawidowicz Trocki (ros. Лев Давидович Троцкий, właśc. Lew Dawidowicz Bronstein, ros. Лев Давидович Бронштейн; ur. 26 października?/7 listopada 1879 w Janowce w guberni chersońskiej, zm. 21 sierpnia 1940 w Meksyku) – komunistyczny rewolucjonista rosyjski pochodzenia żydowskiego. Jeden z twórców i przywódców RFSRR, ZSRR oraz Armii Czerwonej. Przewodniczący Petersburskiej Rady Delegatów Robotniczych w czasie rewolucji 1905 roku i Piotrogrodzkiej Rady Delegatów Robotniczych i Żołnierskich po rewolucji lutowej i obaleniu caratu. Przewodniczący Komitetu Wojskowo-Rewolucyjnego przy Radzie Delegatów, faktycznie kierujący przejęciem władzy przez bolszewików w Piotrogrodzie (listopad 1917). Członek Komitetu Centralnego RKP(b) i WKP(b) (1917–1927), członek Biura Politycznego RKP(b) i WKP(b) (1919–1926). Ludowy komisarz spraw zagranicznych RFSRR (1917/1918), następnie ludowy komisarz spraw wojskowych i marynarki wojennej (ros. narkomwojenmor) w rządzie RFSRR i ZSRR (1918–1925). Współtwórca i zwolennik teorii permanentnej rewolucji.
Od 1923 r. przywódca Lewicowej Opozycji w ZSRR, po śmierci Lenina toczył spór z Józefem Stalinem o władzę w kraju i dalsze kierunki rozwoju Związku Radzieckiego. W listopadzie 1927 usunięty z WKP(b) i z Kominternu, w styczniu 1928 r. zesłany do Ałma-Aty, rok później – pozbawiony obywatelstwa ZSRR i deportowany z kraju. Przebywał na emigracji w Turcji, Francji, Norwegii i w Meksyku, pozostając aktywnym krytykiem stalinizmu z pozycji marksistowskich. Założyciel, redaktor i autor Biuletynu Opozycji (1929–1940). W 1938 r. założył IV Międzynarodówkę; oparty na jego myśli politycznej trockizm stał się najpoważniejszym odłamem marksizmu krytycznym wobec ZSRR. Zamordowany na emigracji na rozkaz Stalina przez Ramona Mercadera, agenta INO NKWD.

## Życiorys

### Dzieciństwo

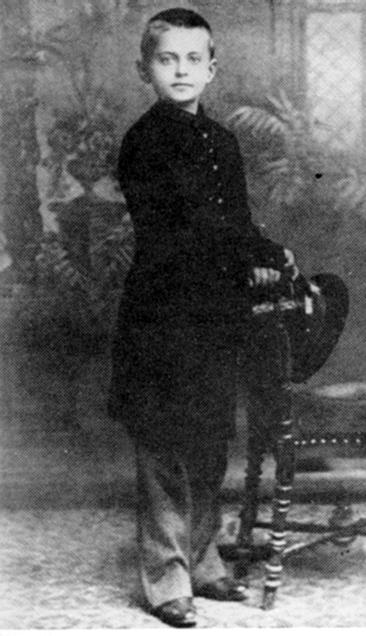
9-letni Trocki, 1888

Urodził się jako Lew Bronstein w 1879 roku (jak wspominał sam Trocki w metryce urodzin występuje rok 1878, co miało umożliwić mu wcześniejsze pójście do szkoły) w Janowce koło Chersonia, na terenie dzisiejszej Ukrainy. Był piątym z ośmiorga (czworo zmarło w dzieciństwie) dzieci średniozamożnego żydowskiego chłopa Dawida Bronsteina (1847–1922) oraz jego żony Anny Lwownoj Żiwotowskoj (zm. 1910). W rodzinnym domu Bronsteinów nie posługiwano się jidysz, ale mieszanką języków rosyjskiego i ukraińskiego; Bronsteinowie byli również zdeklarowanymi ateistami. Rodzina zamieszkiwała w lepiance ze słomianym dachem i utrzymywała się z pracy na wydzierżawionym polu. Przez pierwsze dziewięć lat życia Trocki nie opuszczał w ogóle rodzinnej Janowki. Jako dziecko widział warunki pracy zatrudnianych przez ojca robotników rolnych, co według niego, razem z ateizmem rodziców, miało istotny wpływ na ukształtowanie się jego przyszłego światopoglądu, chociaż sam w dzieciństwie nie doświadczył niedostatku będącego udziałem milionów chłopów w carskiej Rosji. Bronsteinom zależało na edukacji swoich dzieci; dziewięcioletni Lew przez krótki czas uczył się w lokalnej żydowskiej szkole, a następnie trafił do Szkoły Realnej św. św. Piotra i Pawła w Odessie, jednej z lepszych szkół w południowej Rosji, gdzie zawsze należał do wyróżniających się uczniów.

### Początek działalności w ruchu robotniczym
Ukończył z wyróżnieniem szkołę realną im. św. Pawła w Odessie, planował studiować matematykę. W 1896 Lew Bronstein musiał przenieść się do Mikołajowa, by zgodnie z zasadami nauki młodzieży żydowskiej ukończyć ostatni rok przed wstąpieniem na uniwersytet. Mieszkając u znajomych rodziców, których dwaj synowie sympatyzowali z ruchem narodnickim, tylko początkowo był całkowicie obojętny na politykę, planując studia matematyczne na Uniwersytecie Noworosyjskim w Odessie. Jak sam wspominał, któregoś dnia dał się jednak wciągnąć w dyskusję i w rezultacie sam dołączył do radykalnego ruchu. Zaczął uczęszczać na spotkania rewolucyjnych kółek (których nie znał z Odessy) i kosztem nauki brać udział w debatach z marksistami, których w tym okresie ostro atakował, a ponadto, ku przerażeniu rodziców, zamieszkał z grupą przyjaciół i socjalistą Szwigowskim w samowystarczalnej komunie. Wkrótce porzucił narodnictwo (do czego przyczyniła się jego późniejsza żona Aleksandra Sokołowska) i współtworzył oparty na ideach marksizmu Południoworosyjski Związek Robotniczy, używając pseudonimu Lwow. Był jednym z liderów organizacji, choć przyznawał się do swojego niewielkiego jeszcze poziomu wiedzy politycznej. Grupa działała do 1898, kiedy Trocki i 200 innych członków grupy zostali aresztowani. Uznany za prowodyra i ideowego przywódcę organizacji, Trocki został umieszczony w skrajnie niehigienicznych warunkach w izolowanej celi i dopiero za opłatą przeniesiony w zdrowsze miejsce, do więzienia w Odessie. Łącznie przez dwa lata oczekiwał na proces sądowy, który w końcu się nie odbył; niemniej podejrzani otrzymali wyroki kilkuletniego zesłania administracyjnego. W więzieniu Trocki na własną rękę poszerzał wiedzę filozoficzną, jak również ożenił się z Aleksandrą Sokołowską.
Na zesłaniu w Wiercholeńsku i Ust-Kut koło Irkucka Trocki zarabiał jako dziennikarz gazety Przegląd Wschodni, używając pseudonimu Antid Oto, gdzie pisał głównie o literaturze i starał się poruszać tematykę społeczną. Jego niezwykła płodność pisarska oraz coraz solidniejszy światopogląd marksistowski sprawiły, że został dostrzeżony przez Krzyżanowskiego, agenta Lenina, który ułatwił mu ucieczkę z Syberii. Próbę ucieczki z zesłania Trocki planował już wcześniej, po lekturze otrzymanej nielegalnie książki Lenina Co robić?. Jego żona, mimo faktu, że urodziła niedawno drugą córkę, zgodziła się pomóc mu w wydostaniu się z Wiercholeńska.

### Praca w "Iskrze" i rewolucja 1905 roku

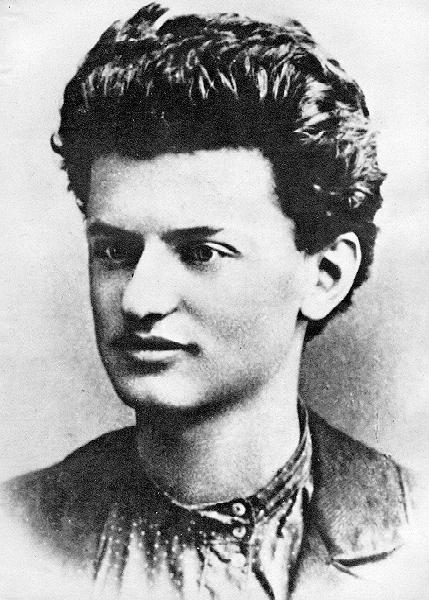
Trocki, 1897

Ostatecznie Trocki uciekł z Syberii pod fałszywym nazwiskiem, prawdopodobnie zapożyczonym od strażnika więziennego w Odessie. Koleją Transsyberyjską z Irkucka dotarł do Samary, skąd udał się do Charkowa, Kijowa i Połtawy, jednak rozczarowany postawą tamtejszych kółek socjalistycznych zdecydował się na powrót do Samary, a stamtąd na polecenie Lenina wyjechał za granicę, by spotkać się z zespołem redakcyjnym pisma „Iskra”. Na jesieni 1902 roku poprzez Zurych i Paryż dostał się do Londynu gdzie kontynuował współpracę z Leninem oraz poznał jego żonę Nadieżdę Krupską. W trakcie pobytu w Londynie utrzymywał kontakt głównie z rosyjskimi emigrantami. Na emigracji poznał i zaprzyjaźnił się z liderem umiarkowanych mienszewików, Julijem Martowem czy Wierą Zasulicz. Jego  angielski niewiele się poprawił od czasów nauki w Rosji. Uczestniczył w spotkaniach z socjalistami brytyjskimi, które odbywały się w kościołach. Poglądy brytyjskiego socjalizmu nie spodobały się Trockiemu ze względu na ich religijny, chrześcijański charakter. Większe zainteresowanie wykazywał niemieckim ruchem socjalistycznym, gdzie trwała walka między ortodoksyjnymi marksistami a rewizjonistami.
Jako działacz polityczny odwiedził m.in. Brukselę, Liège i Paryż, gdzie wygłaszał referaty. W Paryżu pozostał na jakiś czas korzystając z gościnności tamtejszych rosyjskich studentów. Paryż zrobił na nim o wiele większe wrażenie aniżeli Londyn. Z większym zainteresowaniem przyjął też tezy lokalnych socjalistów, uczestnicząc w wykładach wygłaszanych przez Jeana Jaurèsa i brał udział w manifestacjach przeciwko Alexandre Millerandowi. W 1902, podczas swojego wykładu dla młodych zwolenników socjaldemokracji w Paryżu, Trocki poznał rosyjską emigrantkę Natalię Siedową, studiującą we Francji historię sztuki. Nawiązał z nią romans; Siedowa była jego partnerką do końca życia, chociaż nigdy nie uzyskał formalnego rozwodu z pierwszą żoną. Z Paryża często wyjeżdżał do Niemiec i Szwajcarii, gdzie nawiązał kontakt z rosyjskimi radykalnymi działaczami studenckimi, propagując materializm dialektyczny. W Niemczech, na jednym z wykładów, poznał sędziwego filozofa Kuno Fischera, którego poglądy nie wywarły jednak na nim większego wrażenia.
Lenin planował włączenie młodego redaktora w prace kolegium redakcyjnego pisma, będąc przekonanym, że Trocki poprze jego i Julija Martowa w narastającym sporze ideowym z Gieorgijem Plechanowem. Plechanow nie zgodził się jednak na nadanie Trockiemu statusu stałego członka kolegium, a jedynie umożliwił mu uczestnictwo w jego pracach z głosem doradczym. Kiedy doszło do przeniesienia redakcji "Iskier" do Genewy, sam również przeniósł się do tego miasta. Jako członek redakcji "Iskier", Trocki współorganizował II kongres Socjaldemokratycznej Partii Robotniczej Rosji w Londynie. Uczestniczył w dyskusji pomiędzy zwolennikami pozycji politycznej "Iskier" a „ekonomistami”, a następnie w dyskusji o pozycji Bundu w rosyjskim ruchu socjalistycznym. Trocki w debatach na ogół jednoznacznie popierał Lenina. Nieoczekiwanie jednak w czasie dyskusji nad regulaminem partyjnym Trocki poparł Martowa i grupę działaczy, która opowiadała się za mniej sformalizowanym regulaminem partyjnym i mniejszymi wymaganiami wobec członków. Komentując później swoje zachowanie w czasie zjazdu, Trocki twierdził, że pragnął przeciwstawić się budowie monolitycznej partii, która szybko mogłaby stracić wszelką wewnętrzną demokrację. Po rozłamie z Leninem przez pewien czas mieszkał w Monachium.

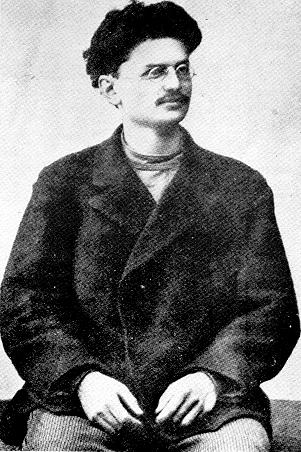
Trocki w okresie zesłania na Syberię, 1900

W 1905 r. powrócił sekretnie do Rosji, by wziąć aktywny udział w rewolucji. W Rosji mieszkał pod fałszywym nazwiskiem "Wikentjew", a pośród rewolucjonistów znany był pod pseudonimem "Piotr Piotrowicz". Nawiązał kontakt z miejscowymi mienszewikami i tzw. bolszewikami-pojednawcami (zwolennikami zakończenia rozłamu w rosyjskiej socjaldemokracji). Przez pewien czas, w obawie przed aresztowaniem, ukrywał się w Finlandii. Po powrocie z Finlandii został ostatnim przewodniczącym Petersburskiej Rady Delegatów Robotniczych, wzywał do obalenia caratu poprzez strajk generalny. Aresztowany w grudniu 1905 r. podczas ostatniego posiedzenia Rady, skazany na dożywotnią katorgę w kolonii karnej w Obdorsku. W 1907 r., korzystając z pomocy fińskich nacjonalistów, uciekł za granicę.

### Działalność w latach poprzedzających I wojnę światową
Wziął udział w socjaldemokratycznym zjeździe partyjnym w Londynie w roku 1907. W zjeździe udział wzięli brytyjscy liberałowie, którzy przyznali rewolucjonistom nieznaczną pomoc finansową. W trakcie trwania zjazdu zaprzyjaźnił się z pisarzem Maksimem Gorkim, który był fanem jego prac. Po zjeździe oprowadził Gorkiego po Londynie. Kolejną z osób, do których zbliżył się w wyniku zjazdu, była Róża Luksemburg (poznał ją jeszcze w 1904 roku). Ona poparła część tez Trockiego i skrytykowała Lenina, będącego wtedy w konflikcie z Trockim. Po zakończeniu zjazdu udał się na kontynent, do Wiednia. Pobyt w Austro-Węgrzech otworzył go na międzynarodowy ruch socjalistyczny – poznał wtedy działaczy takich jak Karl Kautsky, Victor Adler czy Rudolf Hilferding. Trocki stał się dość popularny w kręgach niemieckojęzycznych socjalistów (niemieckich i austriackich), a tłumaczenia jego artykułów wydawało pismo „Neue Zeit”. Hilferding wielokrotnie wyrażał się pozytywnie o pracy Trockiego i utrzymywał z nim dobre kontakty, otwierając mu przy tym drogę do wielu działaczy austromarksizmu (Otto Bauer, Karl Renner). Trocki miał z nimi dobre relacje, mimo to był krytycznie nastawiony do ich nierewolucyjnych poglądów, uważając je za zbyt odbiegające od tez Karola Marksa.
W 1908 roku rozpoczął pracę w wiedeńskim biurze „Prawdy”. Gazeta Trockiego była nielegalnie przerzucana do Rosji przez Morze Czarne lub Galicję. Najważniejszymi współpracownikami Trockiego na łamach pisma byli Adolf Joffe i Wiktor Kopp (obydwaj byli w późniejszym czasie radzieckimi dyplomatami). Dzięki Joffemu, Trocki poznał zagadnienia psychoanalizy, która od tamtej pory stała się jego zainteresowaniem. Od 1909 roku pozostawał w coraz gorszych relacjach z austriackimi marksistami, po tym jak skrytykował ich za rzekomy szowinizm. Spowodowane to było w dużej mierze kontaktami Trockiego z socjalistami serbskimi, niechętnymi Austro-Węgrom. Lata 1912–1913 spędził na Bałkanach. W Bułgarii opowiedział się przeciwko represjom tamtejszego rządu na mniejszości Turków, w Rumunii z kolei zaprzyjaźnił się z Chrystianem Rakowskim z Socjalistycznej Partii Rumunii. Często odwiedzał Berlin. Tam, oprócz Róży Luksemburg, poznał Karla Liebknechta i Kautsky’ego, którzy pozytywnie wypowiadali się o rosyjskiej rewolucji 1905 roku.

### Opozycja wobec I wojny światowej

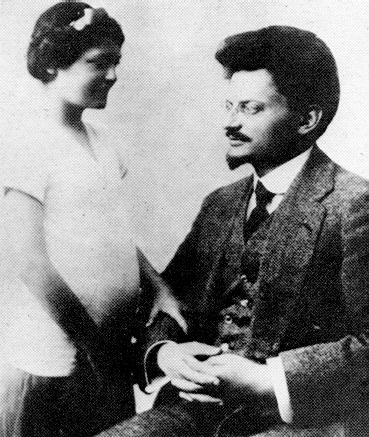
Trocki z córką Niną we Francji, 1915

Wkrótce po wybuchu I wojny światowej przeniósł się z Zurychu do Paryża, gdzie podjął pracę w redakcji rosyjskojęzycznego dziennika „Nasze Słowo”. W maju 1915 roku dołączyła do niego rodzina. Zdecydowanie występował przeciwko wojnie i postawie kierownictwa Drugiej Międzynarodówki i większości socjalistów europejskich, którzy przeszli na pozycje patriotyczne i popierali władze swoich krajów w konflikcie. Podczas konferencji socjalistów w Zimmerwaldzie we wrześniu 1915 roku odegrał istotną rolę, m.in. był autorem tekstu deklaracji końcowej. We wrześniu 1916 roku władze francuskie, na prośbę sojuszniczej Rosji, zamknęły redakcję „Naszego Słowa” i postanowiły wydalić Trockiego z kraju. Próbując uniknąć wydalenia do Rosji, Trocki trafił do Hiszpanii i stamtąd do Nowego Jorku (w styczniu 1917). W Nowym Jorku kontynuował działalność polityczną, odczytując w języku niemieckim i wygłaszając w języku rosyjskim serię przemów o charakterze antywojennym. W Nowym Jorku schronili się także inni rosyjscy rewolucjoniści, w tym Nikołaj Bucharin, który nawiązał z Trockim kontakt. Wraz z Bucharinem pracował w rosyjskojęzycznym piśmie „Nowyj Mir”.
Po wybuchu rewolucji lutowej wrócił do Rosji, z trwającym miesiąc przystankiem w obozie dla jeńców wojennych (który sam określił jako obóz koncentracyjny) w Amherst w Kanadzie. Trocki został aresztowany i umiejscowiony w obozie przez rząd Wielkiej Brytanii prawdopodobnie za działalność antywojenną, którą prowadził w Stanach Zjednoczonych.
W Piotrogrodzie Trocki natychmiast podjął intensywną działalność polityczną, ostro krytykując kolejne rządy i występując w obronie Piotrogrodzkiej Rady Delegatów Robotniczych i Żołnierskich. Należał wówczas do tzw. frakcji międzydzielnicowców (ros. miezrajoncy), odrębnej od frakcji bolszewickiej i mienszewickiej SDPRR. Po rozruchach lipcowych 23 lipca trafił do więzienia ze sfabrykowanymi zarzutami o szpiegostwo na rzecz Niemiec. Więzienie opuścił 4 września. Przystąpił do bolszewików we wrześniu 1917 roku, by od razu znaleźć się w Komitecie Centralnym SDPRR(b). W miesiącach poprzedzających Rewolucję Październikową Trocki był jednym z jej „kół napędowych” – zręcznym mówcą, bardzo popularnym wśród robotników i żołnierzy, a także organizatorem politycznym o rosnących wpływach.
23 września został wybrany na przewodniczącego Piotrogrodzkiej Rady Delegatów Robotniczych i Żołnierskich. W październiku odegrał kluczową rolę w przygotowaniu i przeprowadzeniu zbrojnego przewrotu, jako przewodniczący Komitetu Wojskowo-Rewolucyjnego i w zakresie polityczno-agitacyjnym (w decydującym okresie przemawiał na wielu wiecach i zebraniach). Był wówczas jednym z kilku czołowych przywódców bolszewickich .

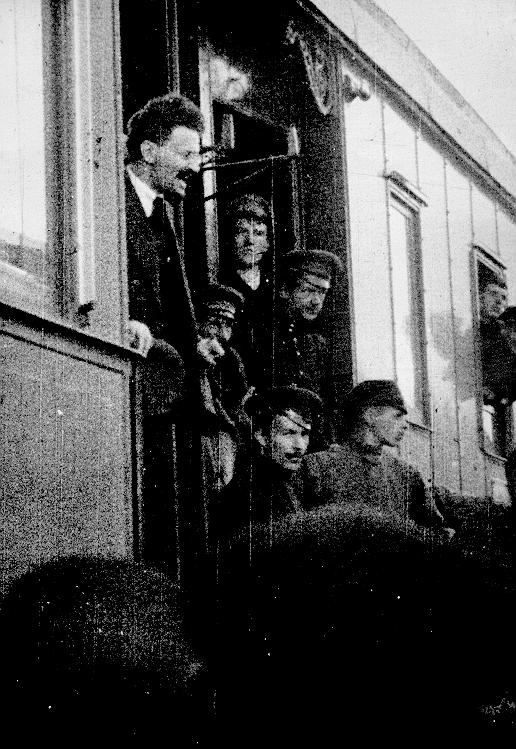
Przybycie Trockiego do Piotrogrodu, 4 maja 1917

### Okres po rewolucji październikowej
Po rewolucji październikowej zawiązał w partii bolszewickiej własną frakcję. Jako ludowy komisarz spraw zagranicznych postulował hasło „Ani wojny, ani pokoju”, odrzucając zarówno postulaty zawarcia pokoju z Niemcami, jak i kontynuowania wojny. Wraz z dalszymi porażkami Rosji Radzieckiej na froncie negocjował brzeski traktat pokojowy. Jako uczestnik delegacji w Brześciu wbrew dyrektywie Lenina, poinformował władze niemieckie o tym, że rząd Rosji Radzieckiej nie podpisze z Niemcami traktatu pokojowego na stawianych przez nich warunkach. Jednocześnie jednak zakończy działania zbrojne i zdemobilizuje wojsko. Lew Trocki uważał, że decyzja taka doprowadzi do radykalizacji środowisk robotniczych Europy Zachodniej. Następnie był komisarzem spraw wojskowych i morskich oraz głównym organizatorem Armii Czerwonej. W sierpniu 1918 sformował swój osobisty pociąg pancerny. 4 września jako komisarz wojny i marynarki wojennej stanął na czele Rewolucyjnej Rady Wojennej (ros. Riewwojensowiet) RFSRR, dowodzącej siłami zbrojnymi.
20 listopada 1919 odznaczony Orderem Czerwonego Sztandaru. Podczas wojny polsko-bolszewickiej wydał w Smoleńsku odezwę propagandową zatytułowaną Czego chcą [polscy panowie]? Rzecz o napadzie polskiej burżuazji na Rosję rewolucyjną. Inna ulotka, adresowana do „legionistów i żołnierzy polskich”, zawierała na odwrocie tłumaczenie rozkazu Trockiego do wojsk Frontu Zachodniego i Południowo-Zachodniego Armii Czerwonej z 10 maja 1920, w którym wzywał do oszczędzania jeńców i do przekierowania zemsty na rząd polski, szlachtę i burżuazję jako siły kontrrewolucyjne. W marcu 1921 roku Trocki był jednym z głównych przywódców rosyjskich decydujących o siłowym stłumieniu powstania w Kronsztadzie i biorących w tym udział.
W 1920 roku po raz kolejny Trocki sprzeciwił się ówczesnemu kierownictwu, wystąpił z pomysłem reorganizacji Rosji, według którego związki zawodowe miały zostać zmienione w organy państwa zarządzające produkcją. Koncepcję Trockiego dotyczącą związków, skrytykował Lenin, doprowadziło to do tarć frakcyjnych wewnątrz partii. X Zjazd partii komunistycznej z 1921 roku odrzucił koncepcję Trockiego oraz zakazał polityki frakcyjności. Trocki początkowo dostosował się do uchwały Zjazdu, choć w 1923 roku, gdy Lenin był już chory, jego frakcja przyjęła rolę opozycji wewnątrz partii. Idee zwolenników Trockiego zebrane zostały w dziele Nowy kurs. W tym czasie frakcja trockistów przyjęła postulat nie tylko krytyki elementów polityki partii – jak to dotychczas miało miejsce – lecz zasadniczą krytykę kształtu partii. Nowym Kursem Trockiego miało być reformowanie partii – zdemokratyzowanie partii, aktywizacja członków, wprowadzenie krytyki czy walka z biurokracją.

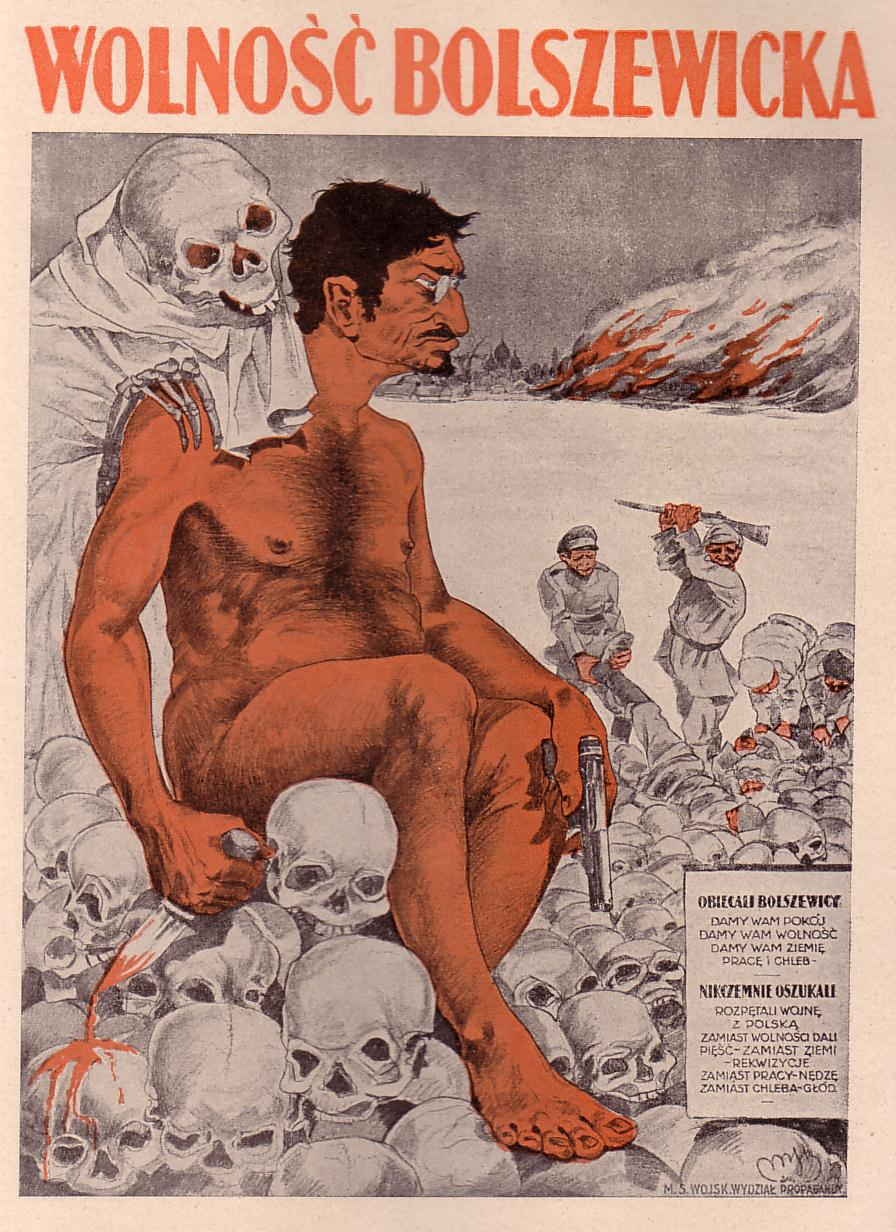
Polski plakat propagandowy Wolność bolszewicka, przedstawiający Lwa Trockiego – lipiec 1920

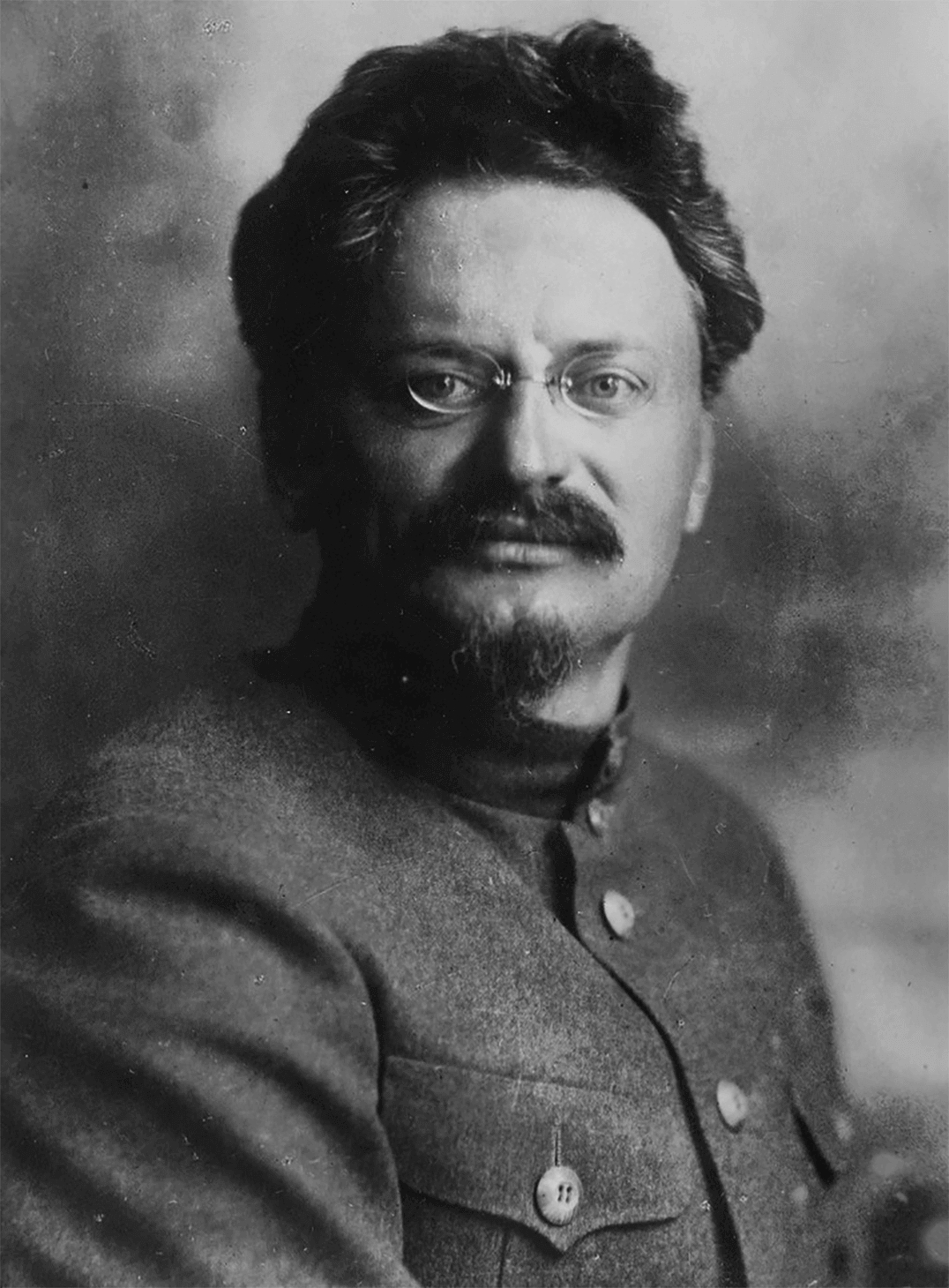
Trocki w styczniu 1924 roku

Po śmierci Lenina (1924) pozostawał w ostrym konflikcie z Józefem Stalinem spowodowanym walką o sukcesję po Leninie i walką z rozrastającą się w ZSRR biurokracją. Dostrzegał degenerację ideową, do jakiej dochodziło w partii bolszewickiej, upadek wewnątrzpartyjnej dyskusji i rosnącą rozbieżność między ideałami socjalistycznymi a dążeniami wielu nowo wstępujących członków. W licznych artykułach prasowych i książce Platforma Lewicowej Opozycji domagał się walki z tymi problemami, których uosobieniem dla niego był Stalin. Wokół haseł Trockiego uformowała się nieformalna frakcja w WKP(b), określana jako Lewicowa Opozycja. Poniósł jednak klęskę. W 1925 r. musiał odejść z komisariatu wojny (zastąpiony na krótko przez Michaiła Frunzego, a po jego śmierci przez stalinowca Klimienta Woroszyłowa), w 1926 usunięto go z Biura Politycznego, a w listopadzie 1927, po próbie zorganizowania bloku wraz z Zinowjewem i Kamieniewem i demonstracjach zwolenników w dniu 7 listopada 1927, został usunięty z WKP(b). Kilka miesięcy później znalazł się na wygnaniu w Ałma-Acie. Jego zwolennicy i sprzymierzeńcy zostali wydaleni z WKP(b) i poddani przez OGPU policyjnym prześladowaniom. W 1929 roku Trocki został wydalony z terenów ZSRR oraz pozbawiony obywatelstwa.

### Okres dysydencki
W styczniu 1929 został deportowany z ZSRR na podstawie uchwały Biura Politycznego WKP(b), za „działalność kontrrewolucyjną”, a w 1932 pozbawiony obywatelstwa ZSRR. Przebywał na emigracji w Turcji, która jako jedyna zgodziła się go przyjąć (na wyspie Prinkipo (Büyükada)), a następnie w Norwegii, Francji i Meksyku.
Z zagranicy toczył walkę ze Stalinem. Stworzył "Biuletyn Opozycji" jako stałe wydawnictwo periodyczne relacjonujące i komentujące wydarzenia w ZSRR. Krytykował dyktaturę Stalina jako zdradę ideałów rewolucji i wynaturzenie istoty państwa radzieckiego. Komentował również bieżące wydarzenia w polityce międzynarodowej, analizując m.in. przebieg rewolucji hiszpańskiej, rozwój faszyzmu, narodowego socjalizmu i upadek demokracji w Europie Środkowej. Stopniowo utwierdzał się w przekonaniu o postępującej degeneracji ideowej Kominternu i niemożności oddolnego wpływu na stanowisko jego władz. Po usunięciu z Międzynarodówki wszystkich trockistów oraz podejrzewanych o trockizm, Trocki uznał, że III Międzynarodówka całkowicie wpadła w ręce Stalina i radzieckiej biurokracji, stając się narzędziem imperialistycznej polityki ZSRR. Trocki uważał również, że to błędna polityka Kominternu w sprawie poszczególnych partii komunistycznych w krajach europejskich przyczyniła się do dojścia do władzy Adolfa Hitlera oraz do klęski ruchu rewolucyjnego w Chinach.
W 1935 roku uczestniczył w spotkaniu tych partii, które zostały wykluczone z Kominternu bądź nie chciały w nim uczestniczyć ze względu na powiązania ze stalinizmem. Trzy partie uczestniczące w spotkaniu poparły projekt utworzenia nowej międzynarodówki i podpisały tzw. Deklarację Czterech (czwartą była, symbolicznie, rosyjska Lewicowa Opozycja). Szacuje się, że organizacje te miały w momencie spotkania pokaźną bazę społeczną, liczącą do kilkuset tysięcy robotników łącznie w różnych krajach Europy. W 1935 roku Trocki napisał List otwarty na rzecz Czwartej Międzynarodówki, w którym przypominał o Deklaracji Czterech i, w związku z dalszą degeneracją Kominternu, wzywał do dalszych prac nad nową organizacją. W 1936 roku, w czerwcu, w Paryżu odbyło się tajne spotkanie  (w dokumentach ze względów bezpieczeństwa jako miejsce obrad podano Genewę), na którym powołano Ruch na rzecz Czwartej Międzynarodówki. Miał on kontynuować akcję informowania partii komunistycznych i sympatyzujących z nimi robotników o prawdziwym obliczu stalinowskiego ZSRR. W odwecie w ZSRR podjęta została kampania wymazywania Trockiego z historii ZSRR, posuwająca się do niszczenia dokumentów, usuwania wzmianek o Trockim z kolejnych wydań książek i retuszowania Trockiego z archiwalnych zdjęć przywódców radzieckich. Doszło do kolejnej fali represji przeciw podejrzewanym o trockizm. Nakazywano nawet usuwanie zdjęć Trockiego z książek w prywatnych zbiorach, grożąc represjami za niewykonanie nakazu.
W 1938 utworzył IV Międzynarodówkę. Istotnym utrudnieniem w działaniu nowo powołanej organizacji stał się spór pomiędzy Trockim a Maxem Shachtmanem i jego zwolennikami w amerykańskiej Socjalistycznej Partii Robotników. Shachtman dokonał własnej analizy zmian w ZSRR i w dużej mierze odszedł od ich trockistowskiej interpretacji zawartej w Zdradzonej rewolucji oraz Programie przejściowym. Jego poglądy, zakładające faktyczny powrót kapitalizmu w Rosji, acz w nietypowej, zniekształconej formie wywołały zdecydowany sprzeciw Trockiego, który argumentował, że dopóki nie ma w Rosji prywatnej własności środków produkcji, nie ma mowy o kapitalizmie. Chociaż Trocki pragnął mimo różnic zatrzymać Shachtmana i jego zwolenników w organizacji, widząc ich zgodę w wielu innych kwestiach, Amerykanie nie byli zainteresowani współpracą i odeszli z grupy na początku roku 1940.
16 lutego 1938 roku zmarł syn Trockiego, Lew Siedow, po operacji w klinice w Paryżu w niejasnych okolicznościach, prawdopodobnie skrytobójczo zamordowany przez agenta INO NKWD. W podobny sposób zginęła właściwie cała rodzina Trockiego, oprócz jego partnerki życiowej, Natalii Siedowej, i wnuka.
W maju 1940 roku zorganizował specjalną konferencję Międzynarodówki, poświęconą problemowi jedności trockistów w obliczu wojny. Na tę okoliczność Trocki opublikował manifest wzywający do zjednoczenia sił, który przeszedł jednak w dużej mierze bez echa. Trocki doprowadził też do usunięcia resztek zwolenników Shachtmana z zarządu Międzynarodówki i powołania nowego Międzynarodowego Komitetu Wykonawczego z Jeanem van Heijenoortem na czele.
Przez cały okres emigracyjny był tropiony przez radzieckich tajnych agentów, którzy starali się śledzić każdy jego krok i donosić o nim Stalinowi. Już po jego wyjeździe z ZSRR w okresie pobytu w Turcji śledzili go agenci NKWD pochodzenia litewskiego znani w USA (w której do 1961 byli radzieckimi szpiegami) jako Jack i Robert Soble, Trocki podejrzewając spisek zerwał z nimi kontakt w 1932 roku. Trocki nie zdawał sobie sprawy, ilu z jego sekretarzy, pomocników itp. miało związki z NKWD. Co najmniej trzykrotnie radzieckie służby bezpieczeństwa usiłowały pozbawić go życia – pozorując pożar jego willi na wyspie Prinkipo (Büyükada), a następnie domu pod Paryżem oraz organizując zmasowany atak z użyciem broni maszynowej na jego dom w Meksyku w kwietniu 1940.

### Śmierć

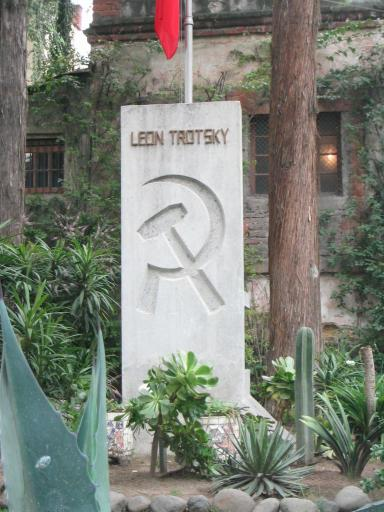
Grób Trockiego w Coyoacán

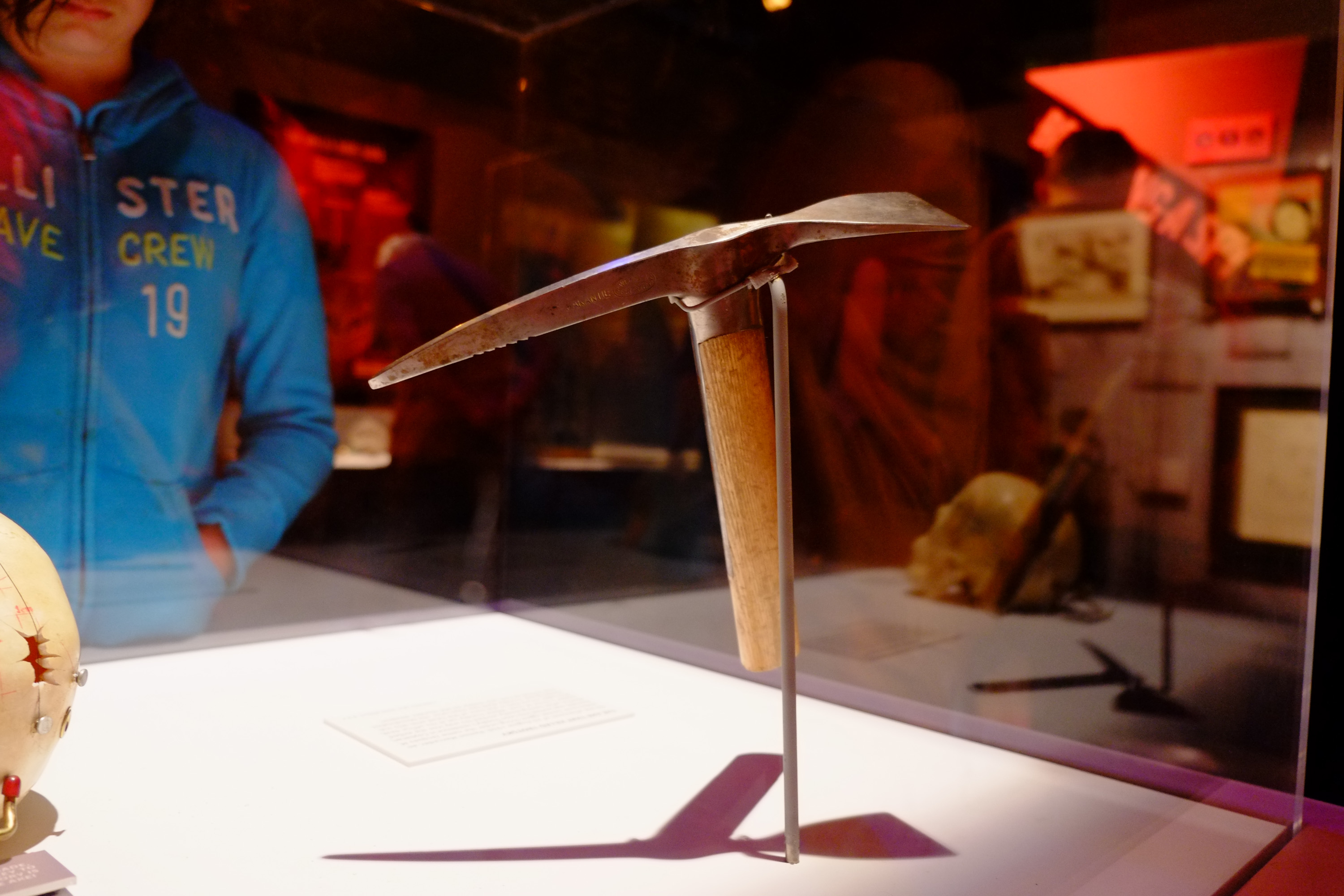
Czekan, którym Mercader zaatakował Trockiego

20 sierpnia 1940 został zamordowany na rozkaz Stalina w miejscu swego zamieszkania – w willi w Coyoacán (w mieście Meksyk) przez agenta NKWD Ramóna Mercadera. Mercader uderzył z zaskoczenia czekanem w tył głowy Trockiego, który pracował wówczas przy biurku nad biografią Stalina. Zamachowca aresztowano. Trocki, ciężko ranny w głowę, zmarł w szpitalu 26 godzin po zamachu. Jego pogrzeb w Meksyku zgromadził 300 tysięcy osób. Zamachowiec został skazany na karę 20 lat pozbawienia wolności. Rezydencję Trockiego przekształcono w muzeum. Trocki nie został zrehabilitowany w ZSRR, jak wielu innych działaczy zamordowanych z rozkazu Stalina. Niemniej w latach 80. XX w. wydano pamiątkowy znaczek z jego postacią, a w 1987 zniesiono zakaz publikacji i posiadania jego książek.

## Życie prywatne
Miał czworo dzieci: z pierwszą żoną Aleksandrą Sokołowską dwie córki – Zinaidę (w 1933 popełniła samobójstwo w Berlinie) i Ninę (w 1928 zmarła na gruźlicę w ZSRR), a z drugiego związku z Natalią Siedową dwóch synów – Lwa Siedowa (1906-1938) i Siergieja Siedowa (ur. 1908, w 1937 stracony w ZSRR). W 1937 meksykańska malarka Frida Kahlo udostępniła Trockiemu i Siedowej swój dom w Coyoacán. Trocki wdał się z Kahlo w romans. Po zerwaniu relacji, Siedowa wybaczyła mu zdradę.

## Poglądy

Logo IV Międzynarodówki

Trocki uznał, że rewolucja może się udać jedynie w skali globalnej. Działania rewolucji w jednym kraju miały stać się czynnikiem wpływającym na rewolucje w innych państwach. Odrzucał teorię „socjalizmu w jednym kraju”. Uważał, że warunkiem zwycięstwa komunizmu jest pomoc ekonomiczna i militarna, której będą udzielać sobie radzieckie Stany Zjednoczone Europy, dlatego też rewolucja miała być rozszerzana przez ZSRR na sąsiadujące z nim państwa. Polityka ta wcześniej określana była jako eksport rewolucji, choć Trocki jako opozycjonista odrzucał to pojęcie.
Uważał, że ZSRR zdominowany został przez biurokratów. Deklarował, że budowa uprzemysłowienia państwa na zasadach takich jak współzawodnictwo, bodźce materialne, działanie prawa wartości – stanowi odejście od idei rewolucji październikowej.
Niektóre wzmianki o przyszłym doskonaleniu natury ludzkiej w pismach Trockiego są wyrazem poglądów dziś określanych mianem transhumanizmu. Jak pisał w książce Literatura i rewolucja: „Rodzaj ludzki nie po to przestał padać na kolana przed Bogiem, królami i kapitałem, by później pokornie podporządkować się mrocznym prawom dziedziczności i ślepej selekcji seksualnej”.
Sprzeciwiał się socjaldemokracji uważając ją za kontrrewolucyjną.

## Upamiętnienie
Od jego przybranego nazwiska nazywano przejściowo miasta: Czapajewsk (1919-1929) oraz Gatczyna (1923-1929).

## Wybrane dzieła dostępne w języku polskim
- Od przewrotu listopadowego do pokoju brzeskiego (1918, wyd. pol. 1920)
- (z Józefem Stalinem) Gospodarka sowiecka u progu 2-giej piatiletki (1925, wyd. pol. 1933)
- Prawda o Rosji Sowieckiej (1928, wyd. pol. 1929)
- Moje życie (1929, wyd. pol. 1930)
- Historia rewolucji rosyjskiej (t. 1–2 w l. 1931–1933, wyd. pol. 1932–1934)
- Rewolucja niemiecka a stalinowska biurokracja. Żywotne problemy niemieckiego proletariatu (1932, wyd. pol. 1989)
- Zdradzona rewolucja. Czym jest ZSRR i dokąd zmierza? (1936, wyd. pol. 1991)
- Zbrodnie Stalina (1937, wyd. pol. 1937)
- Agonia kapitalizmu a zadania Czwartej Międzynarodówki (Program przejściowy) (1938, wyd. pol. 1990)

Wszystkie jego utwory w 1951 roku objęte zostały zapisem cenzury w Polsce, podlegały natychmiastowemu wycofaniu z bibliotek publicznych.

## Nawiązania i inspiracje w sztuce
- Śmierć Trockiego jest tematem filmu Josepha Loseya Zabójstwo Trockiego (L’Assassinat de Trotsky), w którym tytułową rolę zagrał Richard Burton, zaś w Ramona Mercadera wcielił się Alain Delon.
- Trocki pojawia się w filmie Frida z 2002, gdzie gra go Geoffrey Rush.
- O śmierci Trockiego opowiada humoreska Davida Ivesa Variations on the death of Trotsky.
- Trocki pojawia się na obrazach meksykańskiego malarza i komunisty Diego Rivery.
- Po krótkotrwałym romansie z Fridą Kahlo Trocki otrzymał od niej „Autoportret dedykowany Lwu Trockiemu”, na którym widoczna jest dedykacja: „Lwu Trockiemu, z całą moją miłością, dedykuję ten obraz, dnia 7 listopada 1937 r. Frida Kahlo w Saint Angel, Meksyk”[90].
- Trocki był pierwowzorem postaci Snowballa w Folwarku zwierzęcym oraz Emmanuela Goldsteina w Roku 1984.
- Trocki jest wspomniany w piosence zespołu The Stranglers – „No More Heroes”
- W Polsce istnieje grupa muzyczna pod nazwą Trocki – zespół jest silnie związany z ruchami anarchistycznym i ekologicznym, charakteryzuje się radykalnymi tekstami poruszającymi kwestie szeroko pojętej wolności oraz problemów świata w dobie globalizacji.
- Lew Trocki prawdopodobnie był pierwowzorem dla postaci Abbadony w powieści Bułhakowa Mistrz i Małgorzata, zaś w powieści Biała gwardia utożsamiany jest z apokaliptycznym aniołem Abaddonem[91].
- Zespół Catch 22 stworzył w 2006 roku album koncepcyjny w całości oparty na życiorysie Lwa Trockiego.
- Postać Lwa Trockiego pojawia się epizodycznie w grze komputerowej Assassin’s Creed Chronicles: Russia.
- W 2017 powstał rosyjski serial biograficzny pt. „Trocki”. Rolę tytułową zagrał Konstantin Chabienski[92].